# اولیور پنروز
اولیور پنروز (انگلیسی: Oliver Penrose؛ زاده ۶ ژوئن ۱۹۲۹) یک دانشمند اهل بریتانیا است. 